# Helvetia Environnement
Pour les articles homonymes, voir Helvetia (homonymie).
Helvetia Environnement est une entreprise suisse de collecte et de recyclage de déchets industriels et ménagers fondé en 2005 et présidé par Thomas Schmid, dont le siège est à Carouge, dans le canton de Genève.
Helvetia Environnement résulte de la fusion de plusieurs entreprises suisses depuis sa création, entreprises spécialisées dans la collecte et le recyclage des déchets.
Avec 500 salariés répartis sur 13 sites en Suisse, Helvetia Environnement est l’un des principaux acteurs suisses du recyclage, du traitement et de la valorisation des déchets. L’entreprise traite plus de 500 000 tonnes de déchets par an pour un chiffre d'affaires de 118 millions de francs.
Fin 2022, Helvetia Environnementa obtenu la certification B Corp™ et rejoint un mouvement composé de plus de 100 entreprises certifiées en Suisse.  

## Histoire
En 2007, l'entreprise croît et compte plus de 100 employés. Elle rachète la société CTD basée à Vuadens. Elle dispose désormais de centres de tri et de recyclage dans les cantons de Genève, Vaud mais aussi Fribourg.
En 2009, Vincent Chapel et Jean-Pierre Tetaz, deux entrepreneurs haut-savoyards, deviennent administrateurs de l'entreprise ainsi que dirigeants. Très vite, l'entreprise se développe par croissance externe en faisant l'acquisition de plusieurs sociétés de collecte et traitement de déchets en Suisse romande. En 2010, Léman Bio Energie, une entreprise de production de biocarburant basée à Satigny rejoint le groupe.
L'entreprise fait l'acquisition de plusieurs entreprises vaudoises, AVO, Auto Transport de la vallée de l’Orbe intègre le groupe en 2014, une entreprise centenaire de gestion de déchets implantée à Orbe, ainsi que Faucherre Environnement en 2015, entreprise spécialiste des services de voirie à Moudon.

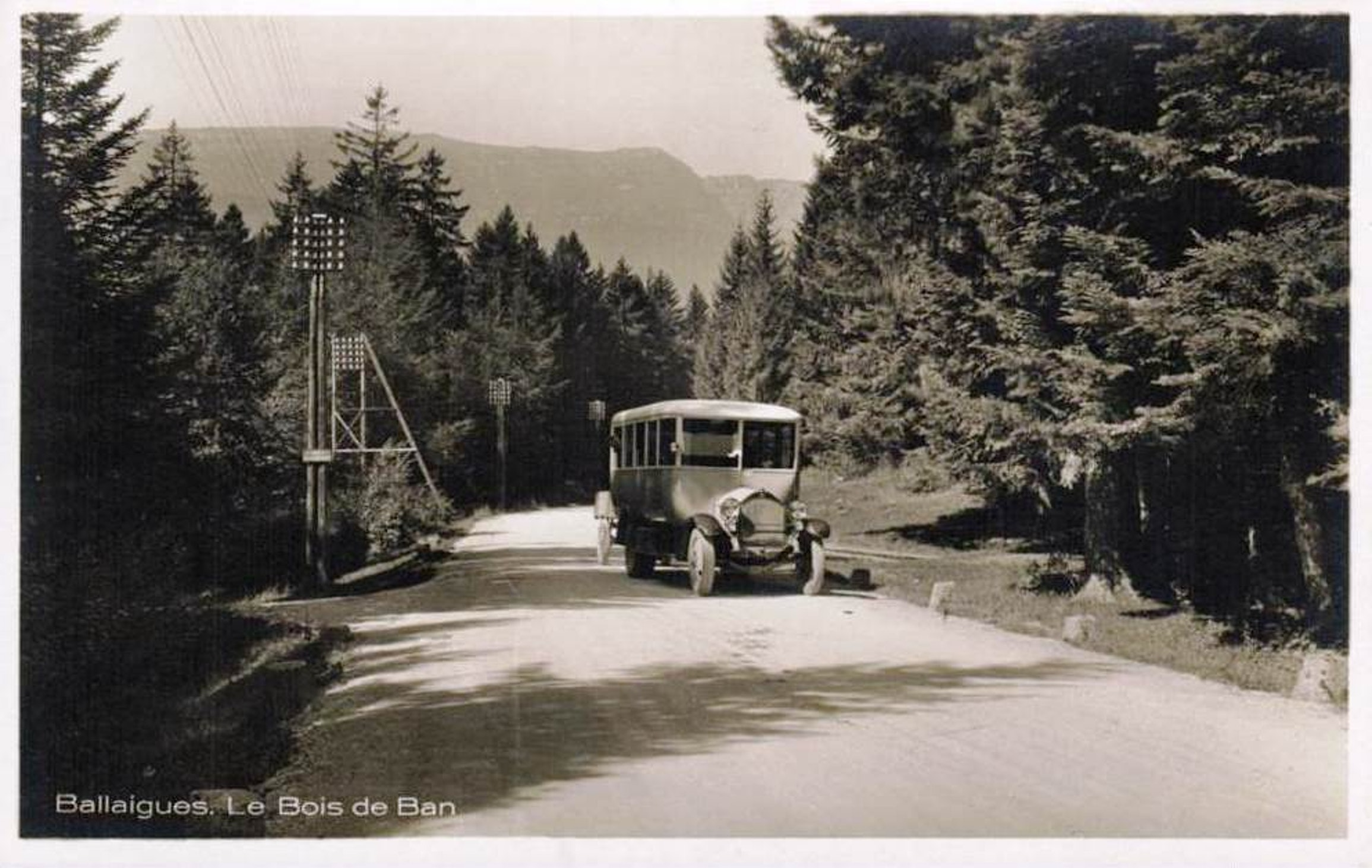
Véhicule de transport AVO en mai 1916

Jusqu'alors relativement discrète, la société devient plus visible en 2017 : Helvetia Environnement fait l'acquisition de SRS, Swiss Recycling Services. Cette acquisition permet à l'entreprise de doubler de taille, passant de 250 à 500 collaborateurs.
Le 22 juin 2017, l'entreprise émet la première obligation verte d'entreprise en Suisse, un green bond. Les capitaux levés sont utilisés au développement de projets de gestion des déchets, notamment des infrastructures de traitement des déchets qui contribuent au développement durable, comme le centre de tri Sortera. Du 22 juin 2017 au 26 juillet 2022, l'entreprise a été cotée en bourse au SIX Swiss Exchange.
L'entreprise se développe désormais sur tout le territoire suisse et étend son expertise sur l’ensemble de la chaîne du recyclage des déchets. Elle gère des contrats de gestion de déchets nationaux pour des sociétés telles que Nestlé, Ferring ou Liebherr à Bulle.
En 2019, Helvetia Environnement et sa filiale Sogetri inaugurent le premier centre de tri robotisé de Suisse, Sortera à Satigny,.
Fin 2019, l'entreprise noue un partenariat avec la société Rubicon pour numériser les prestations de gestion de déchets de ses clients grands comptes.
Avril 2021, l'entreprise développe la première filière de valorisation en Suisse romande pour la collecte et le recyclage des masques chirurgicaux et FFP2.
En 2022, le groupe annonce le lancement de Metawaste, un opérateur spécialisé dans la gestion des déchets des grandes entreprises. Metawaste développe une plateforme permettant de gérer les acteurs et activités tout au long de la chaîne - collecte, centres de recyclage, filières de valorisation - et de renseigner les organisations sur l’empreinte de leurs déchets.
Après avoir été la première entreprise privée de Suisse à émettre un Green Bond en 2017 (à hauteur de 75 millions de francs), le 17 juin 2022, Helvetia Environnement annonce la mise en place du refinancement de son Green Bond via un emprunt bancaire adossé à des critères ESG.
Le 15 janvier 2024, Helvetia Environnement annonce une évolution de son actionnariat avec l’arrivée de Paprec qui reprend les parts de ses fondateurs. La présidence du conseil d’administration est confiée à Thomas Schmid ; Hugues Bapst est nommé CEO d’Helvetia Environnement Groupe.

## Marque et entités
| Entités                       | Localisations | Activités                                                                              |
| Transvoirie                   | Satigny (Genève), Bussigny (Vaud), Rosé (Fribourg) | Collecte et transport de déchets                                                       |
| Sogetri                       | Satigny (Genève), La Praille (Genève), Corsier (Genève), Tolochenaz (Vaud), Bussigny (Vaud), Roche (Vaud), Orbe (Vaud), Rosé (Fribourg), Léchelles (Fribourg) | Tri et recyclage de déchets                                                            |
| Léman Bio Énergie             | Etoy (Vaud) | Création d’énergies à partir de déchets                                                |
| SRS, Swiss Recycling Services | Allschwil (Bâle), Schonenwerd (Soleure) | Collecte et transport de déchets, tri et recyclage de déchets                          |
| SRS Global Services           | Rosé (Fribourg) | Collecte et transport de déchets, tri et recyclage de déchets                          |
| CTDS                          | Aire-la-Ville (Genève) | Recyclage et traitement des déchets spéciaux                                           |
| PôleBio Energies              | Satigny (Genève) | Traitement et recyclage des déchets verts et organiques                                |
| Metawaste                     | Geneve et Fribourg | Opérateur de gestion global des déchets maîtrisant ses services avec l'aide du digital |

## Organisation

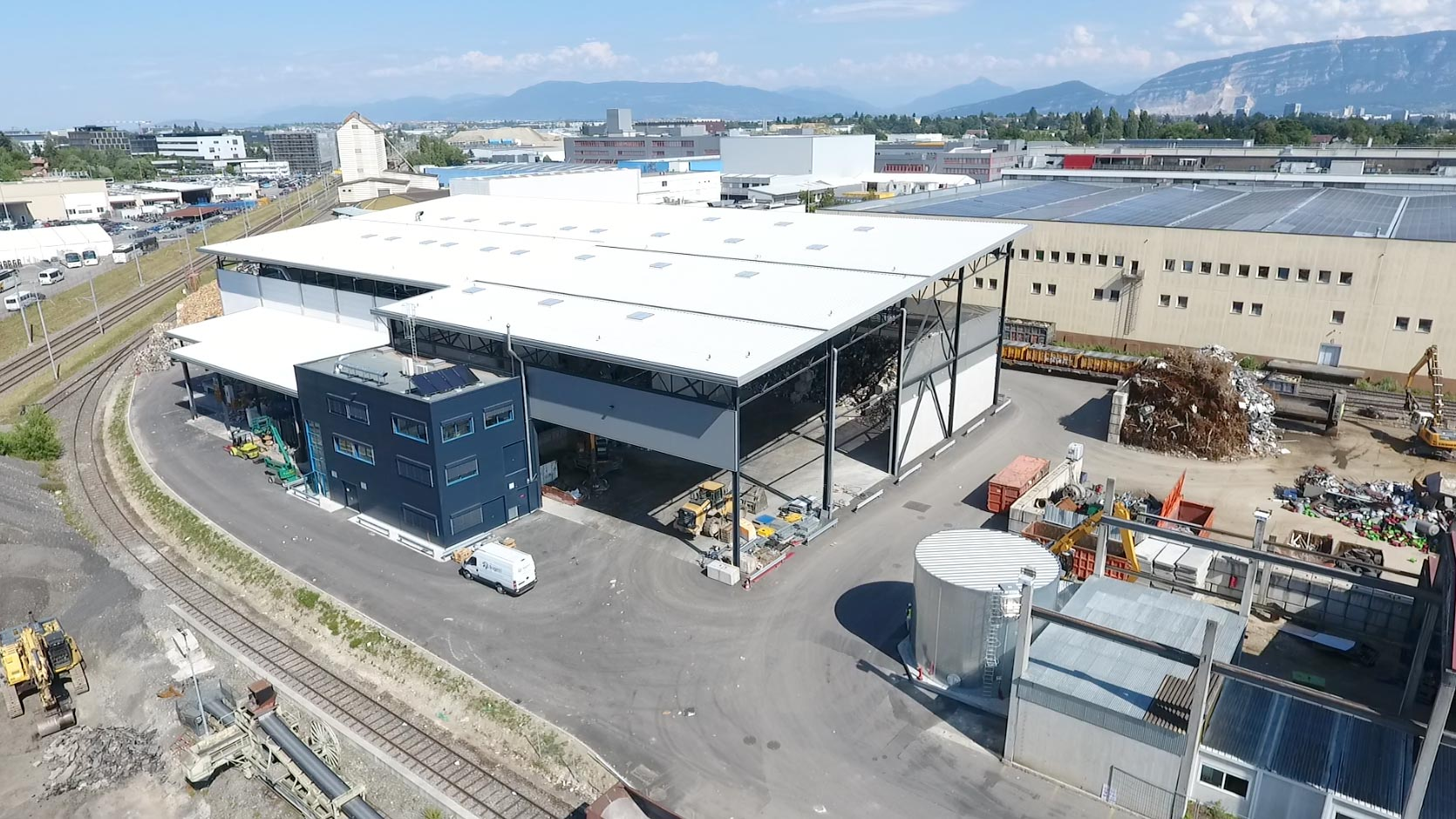
Centre de tri haute performance Sortera en octobre 2019

En 2020, Helvetia Environnement dispose et gère 41 sites en Suisse, dont 10 centres de tri, 1 usine de biomasse, 1 centre de tri haute-performance, 1 centre de traitement de déchets spéciaux, 19 sites en gestion déléguée et 9 agences logistiques.[réf. nécessaire]

## Activités

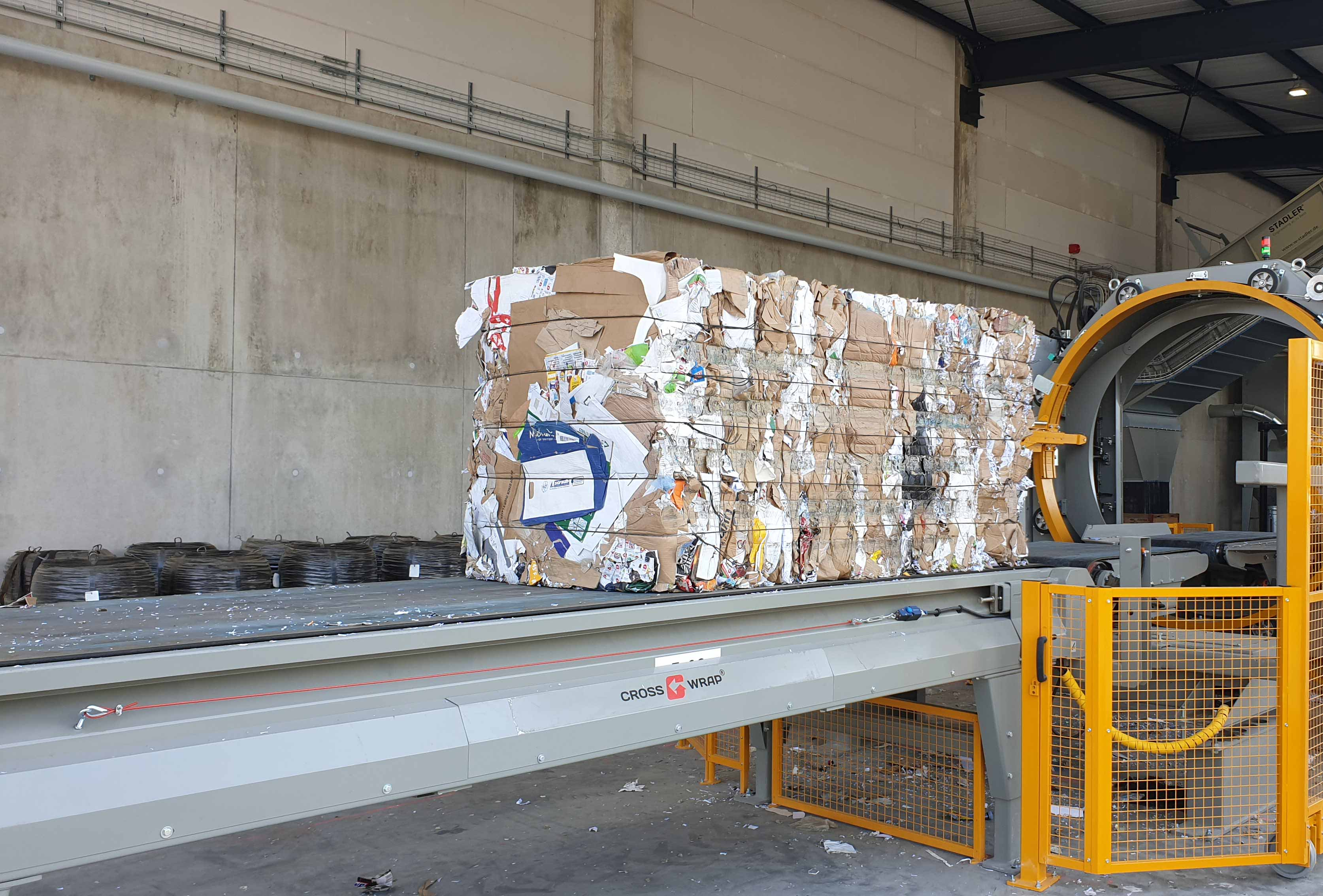
Valorisation des papiers cartons

Helvetia Environnement intervient sur les métiers liés à la gestion et de la valorisation des déchets et aux services à l’environnement : le recyclage des papiers et cartons, des déchets du secteur tertiaire, de déchets industriels banals, des déchets de chantiers, des déchets ménagers, des plastiques, du bois, des ferrailles et métaux, des déchets Industriels dangereux ou spéciaux, des déchets d'équipements électroniques et électriques, des déchets verts.

## Actionnariat et finances
- 40 % détenu par Paprec International
- 60% par des fonds d'investissement représentés par Swiss Life Asset Managers et UBS Asset Management ainsi qu’un fonds d’infrastructure, géré par Reichmuth Infrastructure

## Actions et communication

### Sponsorings sportifs

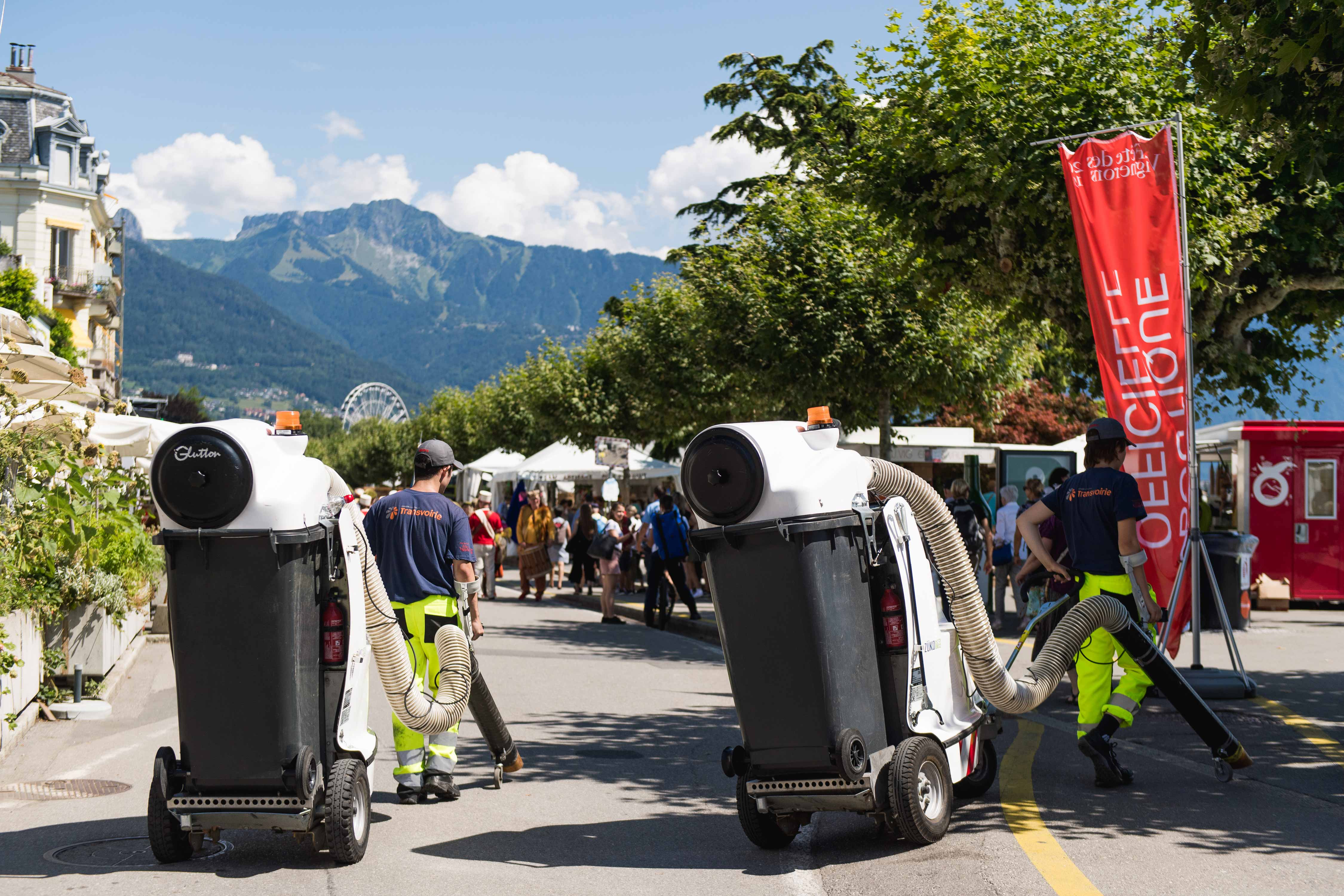
Nettoyage des rues de la ville de Vevey pendant la Fête des Vignerons 2019

Helvetia Environnement soutient des équipes sportives suisses dans plusieurs disciplines. Depuis plusieurs années, le groupe accompagne le Servette Football club et le Servette Rugby Club dans leur développement.
En 2019, l’entreprise, via sa filiale Transvoirie, a figuré parmi les sponsors et partenaires principaux de la Fête des Vignerons 2019, une fête traditionnelle qui a lieu une fois par génération (environ cinq fois par siècle) à Vevey, en Suisse.

### Engagements
- En 2020, Helvetia Environnement rejoint CEO4CLIMATE pour une politique climatique efficace[19].
- En novembre 2021, Helvetia Environnement rejoint le mouvement Swiss Triple Impact pour réaliser des engagements concrets en faveur des objectifs de développement durable des Nations unies[20].
- En novembre 2022, Helvetia Environnement a obtenu la certification[21] B Corp.